# Montreal Roller Derby
Montreal Roller Derby (MTLRD) ist eine 2006 gegründete Roller-Derby-Liga aus Montreal, die auf Flat Track spielt. Derzeit ist MTLRD die am höchsten gelistete kanadische Roller-Derby-Liga der internationalen Women’s Flat Track Derby Association (WFTDA).

## Geschichte
Die 2006 von Georgia W. Tush gegründete Montrealer non-profit Liga MTLRD war die erste kanadische Roller-Derby-Liga (Flat Track). Als Heimmannschaften fanden sich 2006 Les Contrabanditas und Les Filles du Roi zusammen, gefolgt von La Racaille im März 2007.

2009 wurde MTLRD (als erste außerhalb der USA angesiedelte Roller-Derby-Liga) Vollmitglied der Women’s Flat Track Derby Association. Die MTLRD-All-Stars New Skids on the Block nahm 2010 als erstes außerhalb der USA angesiedeltes Team an den Play-Offs der WFTDA Championships teil.

Sechs Mitglieder der Montrealer Liga waren für das kanadische Nationalteam zum 1. Roller Derby World Cup aufgestellt und erreichten im Finale gegen die Auswahl der USA den zweiten Platz.
Im Sommer 2015 erreichte Montreal Roller Derby Platz 16 der WFTDA-Weltrangliste.

## Beast of the East
MTLRD veranstaltet alljährlich im April ein Turnier zwischen 16 eingeladenen Heimmannschaften aus der WFTDA-Region East. Die einzelnen Spiele (Bouts) sind dabei jeweils nur 20 Minuten lang.

## Mannschaften
Der Liga besteht aus sechs Mannschaften, die auf unterschiedlichen Ebenen eingesetzt werden:
- Les Contrabanditas (Heimmannschaft)
- Les Filles du Roi (Heimmannschaft)
- La Racaille (Heimmannschaft)
- Les Sexpos (B-Reiseteam)
- Smash Squad (Rookie)
- New Skids on the Block (A-Reiseteam/All-Stars)

## Trivia
Die Filles du Roi, auf die sich der Mannschaftsname Les Filles du Roi  bezieht, waren 800 junge französische Frauen, die zwischen 1663 und 1673 aus Frankreich nach Neufrankreich gebracht wurden, um dort Siedler zu heiraten und das Bevölkerungswachstum ankurbeln. Racaille heißt „Gesindel“ oder „Abschaum“. Der Name New Skids on the Block spielt auf die Boygroup New Kids on the Block an und der Name Les Sexpos auf den  Major League Baseball-Club Montreal Expos, der seinerseits nach der Exposition universelle et internationale Montréal 1967 (Expo 67) benannt war.